# Mala Vranjska
Mala Vranjska (cyr. Мала Врањска) – wieś w Serbii, w okręgu maczwańskim, w mieście Šabac. W 2011 roku liczyła 774 mieszkańców.